# Stefano Tartarotti
Stefano Tartarotti (Vipiteno, 4 febbraio 1968) è un illustratore e fumettista italiano.

## Biografia

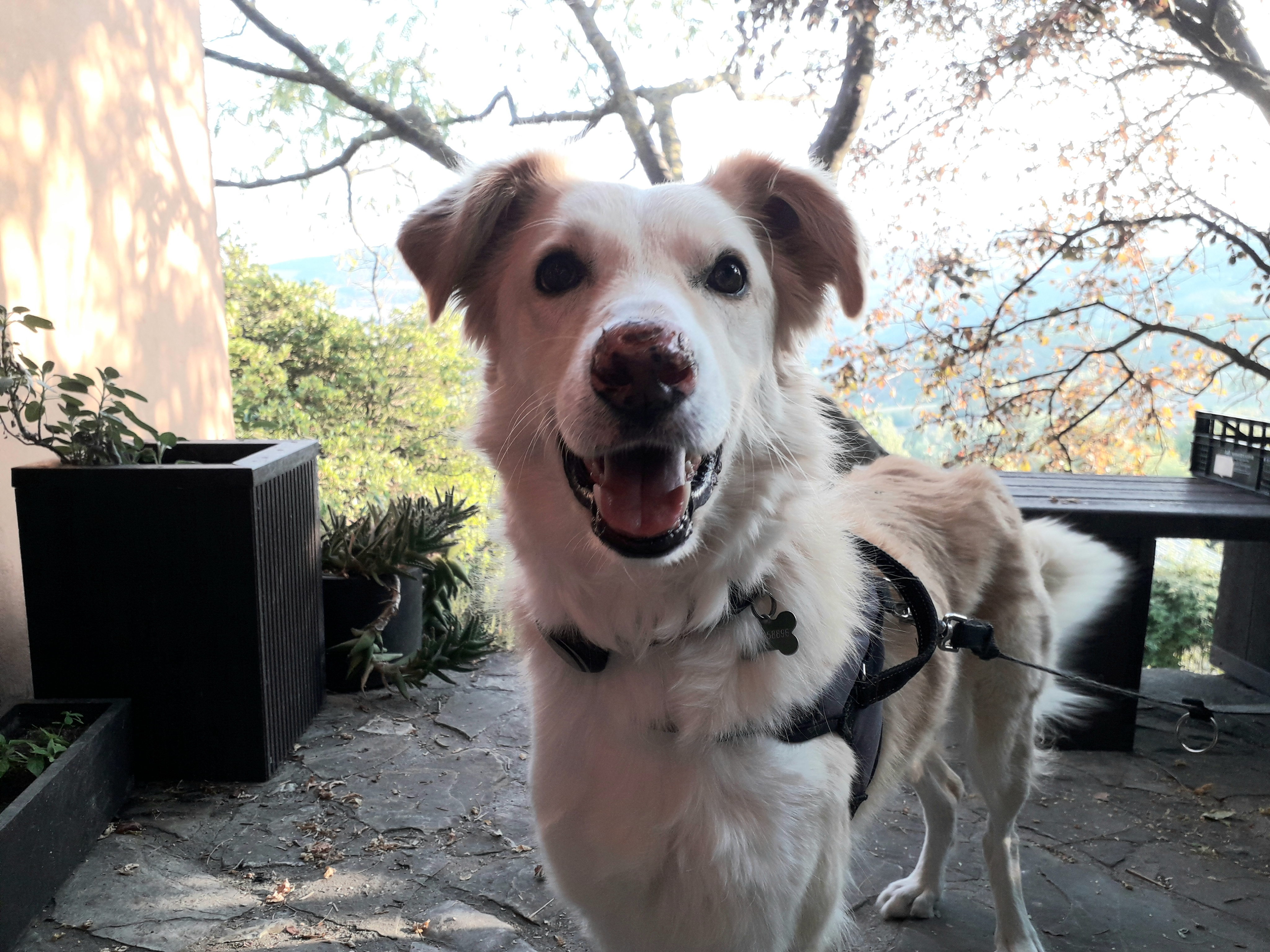
La Cana Lucy personaggio dei fumetti di Tartarotti

Diplomato alla Scuola del Fumetto di Milano, vive e lavora a Piozzano, in provincia di Piacenza.
A vent'anni ha cominciato a lavorare per l'editoria come illustratore.
Pubblica le strisce Singloids per Smemoranda e le storie di Caro diario sul suo blog.
Dal 2015 al 2020 ha pubblicato i suoi lavori su di un blog del Il Post.
Da novembre 2023 collabora con il mensile: Linus
Da giugno 2024 pubblica sul supplemento domenicale  Portfolio del quotidiano Libertà di Piacenza.

## Opere
- Stefano Tartarotti, L'Italia spiegata agli alieni, Roma, Comicout, 2016, ISBN 978-88-9792-635-1.
- Stefano Tartarotti, Wacosky Road: Diario segreto di una scrittrice compulsiva, Ferrara, Festina Lente Edizioni, 2020, ISBN 978-88-9758-991-4.
- Stefano Tartarotti, Christian Giove, Un giorno da cana, Forlì, MSedizioni, 2020, ISBN 978-88-31382-12-0.
- Mario Mucciarelli, Stefano Tartarotti, Il libro dei Vetuschi, Il Castoro, 2021, ISBN 978-88-6966-822-7.
- Stefano Tartarotti, Una notte da Cana, Forlì, MSedizioni, 2023. ISBN 978-88-3138-290-8.
- Stefano Tartarotti, La Cana Spiega Cose, People 2023. ISBN 9791259791023.
- Stefano Tartarotti, 15 mondi da Cana, Forlì, MSedizioni, 2025. ISBN 979-12-5577-067-1.

## Premi
- 2021 Un giorno da Cana, premio Il graal d'or, miglior libro-gioco per bambini, al Festival International des Jeux di Cannes.
- 2022 Un giorno da Cana, miglior libro-gioco Premio Libro games land in occasione di Lucca Comics & Games.
- 2023 Una notte da Cana, premio IoGioco 2023 categoria libro game, Play Modena 2024.
- 2023 Una notte da Cana, premio Magnifico libro game 2023.
- 2023 Una notte da Cana, premio Furgone d'oro 2023 categoria libro game più venduto 2023.
- 2024 Una notte da Cana, premio Prix du livre-jeu jeunesse 2024 al Festival International des Jeux di Cannes.